# Les Millions de Fatty
Pour les articles homonymes, voir Brewster's Millions.
Pour plus de détails, voir Fiche technique et Distribution.
Les Millions de Fatty (Brewster's Millions) est un film muet américain de Joseph Henabery, sorti en 1921.

## Synopsis
Lorsqu'il apprend qu'il vient d'hériter de 10 millions de dollars de son grand-père décédé, Monte Brewster est aux anges, et la clause du testament l'obligeant à dépenser 2 millions de dollars en moins d'un an et rester célibataire pour hériter du reste de la somme, tout d'abord, ne l'effraye guère. Mais cela ne va pas être aussi simple...

## Fiche technique
Source principale de la fiche technique :
- Titre original : Brewster's Millions
- Titre français : Les Millions de Fatty
- Réalisation : Joseph Henabery
- Scénario : Walter Woods d'après la pièce de Byron Ongley et Winchell Smith tirée du roman de George Barr McCutcheon
- Photographie : Karl Brown
- Direction artistique : Wilfred Buckland
- Producteur : Frank E. Woods
- Studio de production : Famous Players-Lasky Corporation
- Distribution : Paramount Pictures Corporation
- Pays de production : États-Unis
- Format : Noir et blanc - 1,37:1 - Format 35 mm
- Langue : film muet intertitres anglais
- Genre : Comédie
- Durée : six bobines
- Date de la sortie :
  - États-Unis : 28 janvier 1921

## Distribution
Source principale de la distribution :
- Roscoe Arbuckle : Monte Brewster
- Betty Ross Clarke : Peggy
- Fred Huntley : Mr. Brewster
- Marian Skinner : Mrs. Brewster
- James Corrigan : Mr. Ingraham
- Jean Acker : Barbara Drew
- Charles Ogle : Colonel Drew
- Neely Edwards : MacLeod
- William Boyd : Harrison
- L.J. McCarthy : Ellis
- J. Parker McConnell : Pettingill
- John MacFarlane : Blake

## Autour du film
Le roman de George Barr McCutcheon avait déjà été adapté au cinéma en 1914 par Cecil B. DeMille dans un film homonyme Brewster's Millions et fera l'objet par la suite de nombreuses autres adaptations cinématographiques.